# Belgia na Letnich Igrzyskach Olimpijskich 2024
Belgię na Letnich Igrzyskach Olimpijskich 2024 reprezentowało 165 zawodników: 83 mężczyzn i 82 kobiet. Był to 28. start reprezentacji na letnich igrzyskach olimpijskich.

## Zdobyte medale
| Medal  | Zawodnik              | Dyscyplina       | Konkurencja                    | Rezultat | Data        |
| ------ | --------------------- | ---------------- | ------------------------------ | -------- | ----------- |
| Złoty  | Remco Evenepoel       | Kolarstwo        | jazda indywidualna na czas (m) | 36:12,16 | 27 lipca    |
| Złoty  | Remco Evenepoel       | Kolarstwo        | wyścig ze startu wspólnego (m) | 6:19,34  | 3 sierpnia  |
| Złoty  | Nafissatou Thiam      | Lekkoatletyka    | siedmiobój (k)                 | 6707     | 9 sierpnia  |
| Srebro | Bashir Abdi           | Lekkoatletyka    | maraton (m)                    | 2:06:47  | 10 sierpnia |
| Brąz   | Wout van Aert         | Kolarstwo        | jazda indywidualna na czas (m) | 36:37,79 | 27 lipca    |
| Brąz   | Gabriella Willems     | Judo             | do 70 kg (k)                   | 3.       | 31 lipca    |
| Brąz   | Lotte Kopecky         | Kolarstwo        | wyścig ze startu wspólnego (k) | 4:00,21  | 4 sierpnia  |
| Brąz   | Fabio Van den Bossche | Kolarstwo torowe | omnium (m)                     | 131      | 8 sierpnia  |
| Brąz   | Noor Vidts            | Lekkoatletyka    | siedmiobój (k)                 | 1109     | 9 sierpnia  |
| Brąz   | Sarah Chaâri          | Taekwondo        | do 67 kg (k)                   | 3.       | 9 sierpnia  |

## Skład reprezentacji

### Badminton
| Zawodnik        | Konkurencja        | Faza grupowa                                            | Faza grupowa | 1/8 finału       | Ćwierćfinały     | Półfinały        | Finał            | Źródło |
| Zawodnik        | Konkurencja        | Przeciwnicy Wynik                                       | Pozycja      | Przeciwnik Wynik | Przeciwnik Wynik | Przeciwnik Wynik | Przeciwnik Wynik | Źródło |
| --------------- | ------------------ | ------------------------------------------------------- | ------------ | ---------------- | ---------------- | ---------------- | ---------------- | ------ |
| Julien Carraggi | gra pojedyńcza (m) | Jonatan Christie P 1:2 Lakshya Sen P 0:2 Kevin Cordón - | 3.           | NQ               | NQ               | NQ               | NQ               | [ 1 ]  |
| Lianne Tan      | gra pojedyńcza (k) | Tai Tzu-ying P 0:2 Ratchanok Intanon P 0:2              | 3.           | NQ               | NQ               | NQ               | NQ               |        |

### Boks
| Zawodnik            | Konkurencja  | 1/16                         | Ćwierćfinał          | Półfinał         | Finał            | Miejsce | Źródło |
| Zawodnik            | Konkurencja  | Przeciwnik Wynik             | Przeciwnik Wynik     | Przeciwnik Wynik | Przeciwnik Wynik | Miejsce | Źródło |
| ------------------- | ------------ | ---------------------------- | -------------------- | ---------------- | ---------------- | ------- | ------ |
| Vasile Usturoi      | do 57 kg (m) | Charlie Senior P 1-5         | NQ                   | NQ               | NQ               | 9.      |        |
| Victor Schelstraete | do 92 kg (m) | Ato Plodzicki-Faoagali W 5-0 | Enmanuel Reyes P 0-5 | NQ               | NQ               | 5.      |        |
| Oshin Derieuw       | do 66 kg (k) | Ivanusa Romeira W 3-2        | Yang Liu P 0-5       | NQ               | NQ               | 5.      |        |

### Gimnastyka

#### sportowa
| Zawodnik            | Konkurencja               | Kwalifikacje | Kwalifikacje | Kwalifikacje | Kwalifikacje | Kwalifikacje | Kwalifikacje | Kwalifikacje | Kwalifikacje | Źródło | Fnał     | Fnał    |
| Zawodnik            | Konkurencja               | Przyrząd     | Przyrząd     | Przyrząd     | Przyrząd     | Przyrząd     | Przyrząd     | Razem        | Pozycja      | Źródło | Przyrząd | Pozycja |
| Zawodnik            | Konkurencja               | F            | PH           | R            | V            | PB           | HB           | Razem        | Pozycja      | Źródło | R        |         |
| ------------------- | ------------------------- | ------------ | ------------ | ------------ | ------------ | ------------ | ------------ | ------------ | ------------ | ------ | -------- | ------- |
| Noah Kuavita        | wielobój indywidualny (m) | —            | —            | —            | —            | 13,700       | 11,866       | —            | —            |        |          |         |
| Luka van den Keybus | wielobój indywidualny (m) | 13,533       | 12,266       | 12,700       | 14,166       | 13,033       | 13,400       | 79,098       | 37.          |        |          |         |
| Glen Cuyle          | wielobój indywidualny (m) | —            | —            | 14,900 Q     | —            | —            | —            | —            | —            |        |          |         |
| Glen Cuyle          | ćwiczenia na kółkach (m)  | —            | —            | 14,900 Q     | —            | —            | —            | 14,900       |              |        | 13,833   | 8.      |

| Zawodnik          | Konkurencja               | Kwalifikacje | Kwalifikacje | Kwalifikacje | Kwalifikacje | Kwalifikacje | Kwalifikacje | Źródło | Finał    | Finał   |
| Zawodnik          | Konkurencja               | Przyrząd     | Przyrząd     | Przyrząd     | Przyrząd     | Razem        | Pozycja      | Źródło | Przyrząd | Pozycja |
| Zawodnik          | Konkurencja               | V            | UB           | BB           | F            | Razem        | Pozycja      | Źródło | UB       |         |
| ----------------- | ------------------------- | ------------ | ------------ | ------------ | ------------ | ------------ | ------------ | ------ | -------- | ------- |
| Maellyse Brassart | wielobój indywidualny (k) | 13,300       | 13,766       | 11,600       | 12,533       | 51,119       | 37.          | [ 2 ]  |          |         |
| Nina Derwael      | wielobój indywidualny (k) | —            | 14,733 Q     | 12,766       | —            | —            | —            | [ 2 ]  |          |         |
| Nina Derwael      | poręcze asymetryczne (k)  | —            | 14,733       | —            | —            | 14,733       | 4            | [ 3 ]  | 14,766   | 4.      |

### Golf
| Zawodnik                  | Konkurencja | Runda 1 | Runda 2 | Runda 3 | Runda 4 | Łącznie | Łącznie | Łącznie | Źródło |
| Zawodnik                  | Konkurencja | Wynik   | Wynik   | Wynik   | Wynik   | Wynik   | Par     | Pozycja | Źródło |
| ------------------------- | ----------- | ------- | ------- | ------- | ------- | ------- | ------- | ------- | ------ |
| Thomas Detry              | mężczyźni   | 71      | 63      | 69      | 69      | 272     | -12     | T9      | [ 4 ]  |
| Adrien Dumont de Chassart | mężczyźni   | 70      | 70      | 70      | 73      | 283     | -1      | T40     | [ 4 ]  |
| Manon De Roey             | kobiety     | 72      | 75      | 71      | 72      | 290     | +2      | T29     | [ 5 ]  |

### Hokej na trawie
| Konkurencja      | Faza grupowa     | Faza grupowa        | Faza grupowa     | Faza grupowa     | Faza grupowa     | Faza grupowa | Ćwierćfinały     | Półfinały        | Finał/BM         | Pozycja | Źródło |
| Konkurencja      | Przeciwnik Wynik | Przeciwnik Wynik    | Przeciwnik Wynik | Przeciwnik Wynik | Przeciwnik Wynik | Pozycja      | Przeciwnik Wynik | Przeciwnik Wynik | Przeciwnik Wynik | Pozycja | Źródło |
| ---------------- | ---------------- | ------------------- | ---------------- | ---------------- | ---------------- | ------------ | ---------------- | ---------------- | ---------------- | ------- | ------ |
| turniej mężczyzn | Irlandia W 2-0   | Nowa Zelandia W 2-1 | Australia W 6-2  | Indie W 2-1      | Argentyna R 3-3  | 1            | Hiszpania P 2-3  | NQ               | NQ               | 5.      | [ 6 ]  |
| turniej kobiet   | Chiny W 2-1      | Francja W 5-0       | Japonia W 3-0    | Holandia P 1-3   | Niemcy W 2-0     | 2            | Hiszpania W 2-0  | Chiny P 2-3K     | Argentyna P 1-3K | 4.      |        |

### Jeździectwo
Ujeżdżenie
| Zawodnik                                       | Konkurencja   | Koń                            | Grand Prix | Grand Prix | Grand Prix Freestyle | Grand Prix Freestyle | Grand Prix Special | Grand Prix Special | Źródło |
| Zawodnik                                       | Konkurencja   | Koń                            | Wynik      | Poz.       | Wynik                | Poz.                 | Wynik              | Poz.               | Źródło |
| ---------------------------------------------- | ------------- | ------------------------------ | ---------- | ---------- | -------------------- | -------------------- | ------------------ | ------------------ | ------ |
| Flore de Winne                                 | indywidualnie | Flynn FRH                      | 73,028     | 19.        | —                    | —                    | —                  | —                  | [ 7 ]  |
| Domien Michiels                                | indywidualnie | Intermezzo Van Het Meerdaalhof | 72,531     | 22.        | —                    | —                    | —                  | —                  | [ 7 ]  |
| Larissa Pauluis                                | indywidualnie | Flambeau                       | 72,127     | 23.        | —                    | —                    | —                  | —                  | [ 7 ]  |
| Flore de Winne Domien Michiels Larissa Pauluis | drużynowo     | Tak jak indywidualnie          | 217,686    | 6 Q        | —                    | —                    | 143,33             | 10.                |        |

Skoki przez przeszkody
| Zawodnik                                | Konkurencja   | Koń                                                  | Kwalifikacje | Kwalifikacje | Finał | Finał  | Finał | Źródło |
| Zawodnik                                | Konkurencja   | Koń                                                  | Kary         | Poz.         | Kary  | Czas   | Poz.  | Źródło |
| --------------------------------------- | ------------- | ---------------------------------------------------- | ------------ | ------------ | ----- | ------ | ----- | ------ |
| Jérôme Guery                            | indywidualnie | Quel Homme de Hus                                    | 4            | 35.          | NQ    | NQ     | NQ    |        |
| Gilles Thomas                           | indywidualnie | Ermitage Kalone                                      | 0            | 15 Q         | 8     | 83,95  | 20.   |        |
| Grégory Wathelet                        | indywidualnie | Bond Jamesbond de Hay                                | 4            | 23 Q         | 8     | 78,76  | 15.   |        |
| Jérôme Guery Gilles Thomas Wilm Vermeir | drużynowe     | Quel Homme de Hus Ermitage Kalone IQ van 't Steentje | 8            | 4 Q          | 20    | 234,82 | 8.    |        |

WKKW
| Zawodnik                                           | Konkurencja   | Koń                       | Ujeżdżenie | Ujeżdżenie | Cross country | Cross country | Cross country | Skoki        | Skoki        | Skoki        | Skoki | Skoki | Skoki | Razem  | Razem | Źródło |
| Zawodnik                                           | Konkurencja   | Koń                       | Ujeżdżenie | Ujeżdżenie | Cross country | Cross country | Cross country | Kwalifikacje | Kwalifikacje | Kwalifikacje | Finał | Finał | Finał | Razem  | Razem | Źródło |
| Zawodnik                                           | Konkurencja   | Koń                       | Kary       | Poz.       | Kary          | Suma          | Poz.          | Kary         | Suma         | Poz.         | Kary  | Suma  | Poz.  | Kary   | Poz.  | Źródło |
| -------------------------------------------------- | ------------- | ------------------------- | ---------- | ---------- | ------------- | ------------- | ------------- | ------------ | ------------ | ------------ | ----- | ----- | ----- | ------ | ----- | ------ |
| Lara de Liedekerke-Meier                           | indywidualnie | Origi                     | 30         | 23         | 1,20          | 31,20         | 13            | 4,40         | 35,60        | 17 Q         | 0     | 35,60 | 13    | 35,60  | 13.   | [ 8 ]  |
| Karin Donckers                                     | indywidualnie | Leipheimer van't Verahof  | 26,60      | 13         | 7,20          | 33,80         | 21            | 4            | 37,80        | 18 Q         | 0,4   | 38,20 | 16    | 38,20  | 16.   | [ 8 ]  |
| Tine Magnus                                        | indywidualnie | Dia van het Lichterveld Z | 44,00      | 61         | 2,0           | 46,00         | 34            | 4            | 50,00        | 28           | NQ    | NQ    | NQ    | NQ     | NQ    | [ 8 ]  |
| Lara de Liedekerke-Meier Gilles Thomas Tine Magnus | drużynowo     | Te same co indywidualnie  | 100,60     | 10         | 10,40         | 111,00        | 5             | 12,40        | 123,40       | 4            | —     | —     | —     | 123,40 | 4     | [ 9 ]  |

### Judo

#### Indywidualnie
| Zawodnik          | Konkurencja  | 1/32                       | 1/16 finału                | Ćwierćfinał              | Półfinał         | Repasaże                         | Finał / 3. miejsce     | Pozycja | Źródła |
| Zawodnik          | Konkurencja  | Przeciwnik Wynik           | Przeciwnik Wynik           | Przeciwnik Wynik         | Przeciwnik Wynik | Przeciwnik Wynik                 | Przeciwnik Wynik       | Pozycja | Źródła |
| ----------------- | ------------ | -------------------------- | -------------------------- | ------------------------ | ---------------- | -------------------------------- | ---------------------- | ------- | ------ |
| Jorre Verstraeten | - 60 kg (m)  | Jairo Moreno W 01-00       | Francisco Garrigós P 00-01 | NQ                       | NQ               | NQ                               | NQ                     | 9.      | [ 10 ] |
| Matthias Casse    | - 81 kg (m)  | Arab Sibghatullah W 11-01  | Attila Ungvári W 10-00     | Takanori Nagase P 00-01  | —                | François Gauthier-Drapeau W01-00 | Lee Joon-hwan P 00-01  | 5.      | [ 11 ] |
| Toma Nikiforov    | - 100 kg (m) | Nurlykhan Sharkhan P 00-10 | NQ                         | NQ                       | NQ               | NQ                               | NQ                     | 17.     | [ 12 ] |
| Gabriella Willems | - 70 kg (k)  | María Pérez W 10-00        | Elisavet Teltsidou W 10-00 | Miriam Butkereit P 00-10 | —                | Marie-Ève Gahié W10-00           | Sanne van Dijke W01-00 | brąz    |        |

### Kajakarstwo

#### Kajakarstwo klasyczne
| Zawodnik                   | Konkurencja    | Eliminacje | Eliminacje | Ćwierćfinały | Ćwierćfinały | Półfinały | Półfinały | Finał A/B | Finał A/B | Źródło |
| Zawodnik                   | Konkurencja    | Czas       | Pozycja    | Czas         | Pozycja      | Czas      | Pozycja   | Czas      | Pozycja   | Źródło |
| -------------------------- | -------------- | ---------- | ---------- | ------------ | ------------ | --------- | --------- | --------- | --------- | ------ |
| Artuur Peters              | K-1 1000 m (m) | 3:31,55    | 4 QF       | 3:51,20      | 6            | 3:32,81   | 6 FB      | 3:30,29   | 13.       |        |
| Lize Broekx                | K-1 500 m (k)  | 1:52,32    | 5 QF       | 1:49,78      | 1 SF         | 1:52,84   | 4 FB      | 1:53,67   | 14.       |        |
| Hermien Peters             | K-1 500 m (k)  | 1:51,46    | 2 SF       | —            | —            | 1:49,87   | 2 FA      | 1:52,26   | 7.        |        |
| Lize Broekx Hermien Peters | K-2 500 m (k)  | 1:41,80    | 2 F        | —            | —            | 1:39,74   | 2 FA      | 1:39,84   | 5.        |        |

### Kolarstwo

#### Kolarstwo szosowe
| Zawodnik              | Konkurencja                    | Czas     | Pozycja | Źródło |
| --------------------- | ------------------------------ | -------- | ------- | ------ |
| Remco Evenepoel       | wyścig ze startu wspólnego (m) | 6:19,34  | złoto   | [ 13 ] |
| Jasper Stuyven        | wyścig ze startu wspólnego (m) | 6:21,54  | 21.     | [ 13 ] |
| Wout van Aert         | wyścig ze startu wspólnego (m) | 6:23,21  | 37.     | [ 13 ] |
| Tiesj Benoot          | wyścig ze startu wspólnego (m) | 6:26,57  | 48.     | [ 13 ] |
| Lotte Kopecky         | wyścig ze startu wspólnego (k) | 4:00,21  | brąz    |        |
| Justine Ghekiere      | wyścig ze startu wspólnego (k) | 4:04,23  | 24.     |        |
| Margot Vanpachtenbeke | wyścig ze startu wspólnego (k) | 4:07,16  | 43.     |        |
| Julie Van de Velde    | wyścig ze startu wspólnego (k) | 4:07,21  | 53.     |        |
| Remco Evenepoel       | jazda indywidualna na czas (m) | 36:12,16 | złoto   | [ 14 ] |
| Wout van Aert         | jazda indywidualna na czas (m) | 36:37,79 | brąz    | [ 14 ] |
| Lotte Kopecky         | jazda indywidualna na czas (k) | 41:34,82 | 6.      |        |

#### Kolarstwo torowe
Madison
| Zawodnik                                | Konkurencja | Punkty | Okrążenia | Pozycja | Źródło |
| --------------------------------------- | ----------- | ------ | --------- | ------- | ------ |
| Lindsay De Vylder Fabio Van den Bossche | mężczyźni   | 9      | (-20)     | 10.     | [ 15 ] |
| Katrijn De Clercq Hélène Hesters        | kobiety     | 5      | 0         | 10.     | [ 16 ] |

Omnium
| Zawodnik              | Konkurencja | Scratch | Scratch | Wyścig tempowy | Wyścig tempowy | Wyścig eliminacyjny | Wyścig eliminacyjny | Wyścig punktowy | Wyścig punktowy | Wyścig punktowy | Suma punktów | Pozycja | Źródło |
| Zawodnik              | Konkurencja | Miejsce | Punkty  | Miejsce        | Punkty         | Miejsce             | Punkty              | Sprint          | Okrążenia       | Miejsce         | Suma punktów | Pozycja | Źródło |
| --------------------- | ----------- | ------- | ------- | -------------- | -------------- | ------------------- | ------------------- | --------------- | --------------- | --------------- | ------------ | ------- | ------ |
| Fabio Van den Bossche | mężczyźni   | 3       | 36      | 1              | 40             | 6                   | 30                  | 5               | 20              | 8               | 131          | brąz    |        |
| Lotte Kopecky         | kobiety     | 17      | 8       | 6              | 30             | 4                   | 24                  | 4               | 40              | 8               | 116          | 4.      | [ 17 ] |

Keirin
| Zawodnik         | Konkurencja | Eliminacje | Repasaże | Ćwierćfinały | Półfinały | Finał   | Źródło        |
| Zawodnik         | Konkurencja | Miejsce    | Miejsce  | Miejsce      | Miejsce   | Miejsce | Źródło        |
| ---------------- | ----------- | ---------- | -------- | ------------ | --------- | ------- | ------------- |
| Nicky Degrendele | kobiety     | 1 Q        | BYE      | 3 Q1/2       | 4 Q 7-12  | 11.     | [ 18 ] [ 19 ] |
| Julie Nicolaes   | kobiety     | 5          | 3        | NQ           | NQ        | NQ      | [ 18 ] [ 19 ] |

Sprint
| Zawodnik         | Konk.   | Kwalifikacje         | Kwalifikacje | Runda 1                         | Repasaż 1                       | Runda 2                         | Repasaż 2                       | Runda 3                         | Repasaż 3                       | Ćwierćfinały                    | Półfinały                       | Finał / 3. miejsce              | Finał / 3. miejsce | Źródło |
| Zawodnik         | Konk.   | Czas Prędkość (km/h) | Poz.         | Przeciwnik Czas Prędkość (km/h) | Przeciwnik Czas Prędkość (km/h) | Przeciwnik Czas Prędkość (km/h) | Przeciwnik Czas Prędkość (km/h) | Przeciwnik Czas Prędkość (km/h) | Przeciwnik Czas Prędkość (km/h) | Przeciwnik Czas Prędkość (km/h) | Przeciwnik Czas Prędkość (km/h) | Przeciwnik Czas Prędkość (km/h) | Poz.               | Źródło |
| ---------------- | ------- | -------------------- | ------------ | ------------------------------- | ------------------------------- | ------------------------------- | ------------------------------- | ------------------------------- | ------------------------------- | ------------------------------- | ------------------------------- | ------------------------------- | ------------------ | ------ |
| Julie Nicolaes   | kobiety | 10,809               | 24           | Lea Friedrich P                 | Miriam Vece Daniela Gaxiola P   | NQ                              | NQ                              | NQ                              | NQ                              | NQ                              | NQ                              | NQ                              | NQ                 | [ 20 ] |
| Nicky Degrendele | kobiety | DNS                  | DNS          | DNS                             | DNS                             | DNS                             | DNS                             | DNS                             | DNS                             | DNS                             | DNS                             | DNS                             | DNS                | [ 20 ] |

Wyścig drużynowy na dochodzenie
| Zawodnik                                                             | Konkurencja | Kwalifikacje         | Kwalifikacje | Półfinały                        | Półfinały | Finał                            | Finał   | Źródło |
| Zawodnik                                                             | Konkurencja | Czas Prędkość (km/h) | Miejsce      | Przeciwnik Wynik Prędkość (km/h) | Miejsce   | Przeciwnik Wynik Prędkość (km/h) | Miejsce | Źródło |
| -------------------------------------------------------------------- | ----------- | -------------------- | ------------ | -------------------------------- | --------- | -------------------------------- | ------- | ------ |
| Tuur Dens Lindsay De Vylder Fabio Van den Bossche Noah Vandenbranden | mężczyźni   | 3:47,232             | 7 Q          | Nowa Zelandia · P 3:45,685 ·     | 2 Q 7-8   | Kanada · P                       |         | [ 21 ] |

#### Kolarstwo górskie
| Zawodnik            | Konkurencja       | Czas/Okrążenia | Pozycja | Źródło |
| ------------------- | ----------------- | -------------- | ------- | ------ |
| Jens Schuermans     | cross-country (m) | 1:33,29        | 26.     | [ 22 ] |
| Pierre de Froidmont | cross-country (m) | 1:30,21        | 18.     | [ 22 ] |
| Emeline Detilleux   | cross-country (k) | -1 okr.        | 25.     |        |

#### Kolarstwo BMX
| Zawodnik          | Konkurencja | Ćwiercinał | Ćwiercinał | Półfinał | Półfinał | Finał | Źródło |
| Zawodnik          | Konkurencja | Punkty     | Pozycja    | Punkty   | Pozycja  | Finał | Źródło |
| ----------------- | ----------- | ---------- | ---------- | -------- | -------- | ----- | ------ |
| Pietro Bertagnoli | BMX (m)     | 14         | 12         | 15       | 9        | NQ    | [ 23 ] |

### Koszykówka
- Reprezentacja kobiet

| - Elise Ramette - Antonia Delaere - Laure Résimont - Emma Meesseman - Kyara Linskens - Nastja Claessens |  | - Becky Massey - Maxuella Lisowa-Mbaka - Billie Massey - Julie Vanloo - Ine Joris - Bethy Mununga |

| Drużyna | Konkurencja | Faza grupowa     | Faza grupowa              | Faza grupowa     | Faza grupowa | Ćwierćfinały      | Półfinały               | Finał/BM          | Pozycja | Źródło |
| Drużyna | Konkurencja | Przeciwnik Wynik | Przeciwnik Wynik          | Przeciwnik Wynik | Pozycja      | Przeciwnik Wynik  | Przeciwnik Wynik        | Przeciwnik Wynik  | Pozycja | Źródło |
| ------- | ----------- | ---------------- | ------------------------- | ---------------- | ------------ | ----------------- | ----------------------- | ----------------- | ------- | ------ |
| Belgia  | kobiety     | Niemcy P 69-83   | Stany Zjednoczone P 74-87 | Japonia W 85-58  | 3.           | Hiszpania W 66-79 | Francja P 81-75 (dogr.) | Australia P 81-85 | 4.      |        |

### Lekkoatletyka

#### Konkurencje biegowe
| Zawodnik                                                                        | Konkurencja                    | Kwalifikacje | Kwalifikacje | I Runda  | I Runda | Repasaże | Repasaże | Półfinał | Półfinał | Finał    | Finał   | Źródło |
| Zawodnik                                                                        | Konkurencja                    | Wynik        | Miejsce      | Wynik    | Miejsce | Wynik    | Miejsce  | Wynik    | Miejsce  | Wynik    | Miejsce | Źródło |
| ------------------------------------------------------------------------------- | ------------------------------ | ------------ | ------------ | -------- | ------- | -------- | -------- | -------- | -------- | -------- | ------- | ------ |
| Delphine Nkansa                                                                 | bieg na 100 m (k)              | BYE          | BYE          | 11,20    | 3 Q     | BYE      | BYE      | 11,28    | 7        | NQ       | NQ      |        |
| Rani Rosius                                                                     | bieg na 100 m (k)              | BYE          | BYE          | 11,10    | 4 q     | BYE      | BYE      | 11,29    | 8        | NQ       | NQ      |        |
| Imke Vervaet                                                                    | bieg na 200 m (k)              | —            | —            | 23,20    | 7       | 23,33    | 3        | NQ       | NQ       | NQ       | NQ      |        |
| Dylan Borlée                                                                    | bieg na 400 m (m)              | —            | —            | 45,36    | 5       | 45,51    | 4        | NQ       | NQ       | NQ       | NQ      |        |
| Alexander Doom                                                                  | bieg na 400 m (m)              | —            | —            | 45,01    | 2 Q     | BYE      | BYE      | DNF      | DNF      | NQ       | NQ      |        |
| Jonathan Sacoor                                                                 | bieg na 400 m (m)              | —            | —            | 45,08    | 4       | DNS      | DNS      | NQ       | NQ       | NQ       | NQ      |        |
| Cynthia Bolingo                                                                 | bieg na 400 m (k)              | —            | —            | 52,77    | 8       | DNS      | DNS      | NQ       | NQ       | NQ       | NQ      |        |
| Helena Ponette                                                                  | bieg na 400 m (k)              | —            | —            | 51,75    | 6       | 51,46    | 5        | NQ       | NQ       | NQ       | NQ      |        |
| Eliott Crestan                                                                  | bieg na 800 m (m)              | —            | —            | 1:45,51  | 1 Q     | BYE      | BYE      | 1:43,72  | 5        | NQ       | NQ      |        |
| Tibo De Smet                                                                    | bieg na 800 m (m)              | —            | —            | 1:46,03  | 7       | 1:46,59  | 4        | NQ       | NQ       | NQ       | NQ      |        |
| Pieter Sisk                                                                     | bieg na 800 m (m)              | —            | —            | 1:46,60  | 6       | 1:45,49  | 3        | NQ       | NQ       | NQ       | NQ      |        |
| Ruben Verheyden                                                                 | bieg na 1500 m (m)             | BYE          | BYE          | 3:36,62  | 12      | 3:36,06  | 10       | NQ       | NQ       | NQ       | NQ      |        |
| Jochem Vermeulen                                                                | bieg na 1500 m (m)             | BYE          | BYE          | 3:36,66  | 7       | 3:36,14  | 6        | NQ       | NQ       | NQ       | NQ      |        |
| Elise Vanderelst                                                                | bieg na 1500 m (k)             | BYE          | BYE          | 4:06,95  | 9       | 4:08,86  | 7        | NQ       | NQ       | NQ       | NQ      |        |
| John Heymans                                                                    | bieg na 5000 m (m)             | BYE          | BYE          | 14:08,33 | 3 Q     | —        | —        | —        | —        | 13:19,25 | 11.     |        |
| Isaac Kimeli                                                                    | bieg na 5000 m (m)             | BYE          | BYE          | 13:52,18 | 3 Q     | —        | —        | —        | —        | 13:18,10 | 8.      |        |
| Isaac Kimeli                                                                    | bieg na 10 000 m (m)           | BYE          | BYE          | BYE      | BYE     | BYE      | BYE      | BYE      | BYE      | 27:51,52 | 19.     |        |
| Chloé Herbiet                                                                   | maraton (k)                    | —            | —            | —        | —       | —        | —        | —        | —        | DNF      | DNF     |        |
| Hanne Verbruggen                                                                | maraton (k)                    | —            | —            | —        | —       | —        | —        | —        | —        | 2:29,03  | 19.     |        |
| Bashir Abdi                                                                     | maraton (m)                    | —            | —            | —        | —       | —        | —        | —        | —        | 2:06,47  | srebro  |        |
| Koen Naert                                                                      | maraton (m)                    | —            | —            | —        | —       | —        | —        | —        | —        | 2:16,33  | 61.     |        |
| Michael Somers                                                                  | maraton (m)                    | —            | —            | —        | —       | —        | —        | —        | —        | 2:10,32  | 22.     |        |
| Michael Obasuyi                                                                 | bieg na 110 m przez płotki (m) | —            | —            | 13,41    | 3 Q     | BYE      | BYE      | 13,36    | 5        | NQ       | NQ      |        |
| Elie Bacari                                                                     | bieg na 110 m przez płotki (m) | —            | —            | 13,36    | 7       | 14,13    | 7        | NQ       | NQ       | NQ       | NQ      |        |
| Hanne Claes                                                                     | bieg na 400 m przez płotki (k) | BYE          | BYE          | 54,80    | 4 q     | BYE      | BYE      | 55,96    | 8        | NQ       | NQ      |        |
| Paulien Couckuyt                                                                | bieg na 400 m przez płotki (k) | BYE          | BYE          | 54,90    | 4 q     | BYE      | BYE      | 54,64    | 5        | NQ       | NQ      |        |
| Naomi Van den Broeck                                                            | bieg na 400 m przez płotki (k) | BYE          | BYE          | 55,51 L  | 5       | 55,11    | 2 Q      | 54,94    | 6        | NQ       | NQ      |        |
| Elise Mehuys Delphine Nkansa Rani Rosius Rani Vincke                            | sztafeta 4 x 100 m (k)         | —            | —            | DSQ      | DSQ     | —        | —        | —        | —        | NQ       | NQ      |        |
| Hanne Claes Camille Laus Helena Ponette Naomi Van den Broeck Imke Vervaet       | sztafeta 4 x 400 m (k)         | —            | —            | 3:42,92  | 4 q     | —        | —        | —        | —        | 3:22,40  | 7.      |        |
| Dylan Borlée Kevin Borlée Florent Mabille Jonathan Sacoor                       | sztafeta 4 x 400 m (m)         | —            | —            | 2:59,84  | 2 Q     | —        | —        | —        | —        | 2:57,75  | 4.      |        |
| Kevin Borlée Alexander Doom Jonathan Sacoor Helena Ponette Naomi Van den Broeck | sztafeta mieszana 4 x 400 m    | —            | —            | 3:10,74  | 3 Q     | —        | —        | —        | —        | 3:09,36  | 4.      |        |

#### Konkurencje techniczne
| Zawodnik              | Konkurencja        | Kwalifikacje | Kwalifikacje | Finał | Finał   | Źródło |
| Zawodnik              | Konkurencja        | Wynik        | Miejsce      | Wynik | Miejsce | Źródło |
| --------------------- | ------------------ | ------------ | ------------ | ----- | ------- | ------ |
| Vanessa Sterckendries | rzut młotem (k)    | 67,67        | 24           | NQ    | NQ      |        |
| Thomas Carmoy         | skok wzwyż (m)     | 2,20         | 19           | NQ    | NQ      |        |
| Ben Broeders          | skok o tyczce (m)  | 5,60         | 15           | NQ    | NQ      |        |
| Philip Milanov        | rzut dyskiem (m)   | 62,44        | 15           | NQ    | NQ      |        |
| Timothy Herman        | rzut oszczepem (m) | 79,42        | 20           | NQ    | NQ      |        |

#### Konkurencje mieszane
| Zawodnik         | Konkurencja    | Konkurencja  | 100 m ppł  | Skok wzwyż | Pchnięcie kulą | Bieg na 200 metrów | Skok w dal | Rzut oszczepem | Bieg na 800 metrów | Punkty | Miejsce | Źródło |
| ---------------- | -------------- | ------------ | ---------- | ---------- | -------------- | ------------------ | ---------- | -------------- | ------------------ | ------ | ------- | ------ |
| Nafissatou Thiam | siedmiobój (k) | Wynik Punkty | 13,56 1041 | 1,92 1132  | 15,54 897      | 24,46 937          | 6,41 978   | 54,04 939      | 2:10,62 956        | 6880   | złoto   | [ 24 ] |
| Noor Vidts       | siedmiobój (k) | Wynik Punkty | 13,10 1109 | 1,83 1016  | 14,57 832      | 23,86 994          | 6,40 975   | 44,00 763      | 2:06,38 1018       | 6707   | brąz    | [ 24 ] |

### Pływanie
| Zawodnik          | Konkurencja                  | Eliminacje | Eliminacje | Półfinał | Półfinał | Finał | Finał | Źródło |
| Zawodnik          | Konkurencja                  | Czas       | Poz.       | Czas     | Poz.     | Czas  | Poz.  | Źródło |
| ----------------- | ---------------------------- | ---------- | ---------- | -------- | -------- | ----- | ----- | ------ |
| Lucas Henveaux    | 200 m stylem dowolnym (m)    | 1:46,04    | 3 Q        | 1:46,20  | 11       | NQ    | NQ    |        |
| Lucas Henveaux    | 400 m stylem dowolnym (m)    | 3:46,76    | 12         | —        | —        | NQ    | NQ    |        |
| Lucas Henveaux    | 800 m stylem dowolnym (m)    | 7:51,51    | 19         | —        | —        | NQ    | NQ    |        |
| Valentine Dumont  | 200 m stylem dowolnym (k)    | 1:57,50    | 12 Q       | 1:57,50  | 13       | NQ    | NQ    |        |
| Valentine Dumont  | 400 m stylem dowolnym (k)    | 4:08,25    | 12         | —        | —        | NQ    | NQ    |        |
| Florine Gaspard   | 50 m stylem dowolnym (k)     | 24,69      | 14 Q       | 24,82    | 15       | NQ    | NQ    |        |
| Roos Vanotterdijk | 100 m stylem grzbietowym (mk | 59,68      | 9 Q        | 59,86    | 10       | NQ    | NQ    |        |
| Roos Vanotterdijk | 100 m stylem motylkowym (k)  | 57,54      | 10 Q       | 57,25    | 10       | NQ    | NQ    |        |

### Podnoszenie ciężarów
| Zawodnik     | Konkurencja | Rwanie | Rwanie  | Podrzut | Podrzut | Razem | Pozycja | Źródło |
| Zawodnik     | Konkurencja | Wynik  | Pozycja | Wynik   | Pozycja | Razem | Pozycja | Źródło |
| ------------ | ----------- | ------ | ------- | ------- | ------- | ----- | ------- | ------ |
| Nina Sterckx | - 49 kg (k) | DNF    | DNF     | DNF     | DNF     | —     | 12      |        |

### Szermierka
| Zawodnik       | Konkurencja              | 1/32 finału          | 1/16 finału             | Ćwierćfinały           | Półfinał         | Finał            | Pozycja | Źródło |
| Zawodnik       | Konkurencja              | Przeciwnik Wynik     | Przeciwnik Wynik        | Przeciwnik Wynik       | Przeciwnik Wynik | Przeciwnik Wynik | Pozycja | Źródło |
| -------------- | ------------------------ | -------------------- | ----------------------- | ---------------------- | ---------------- | ---------------- | ------- | ------ |
| Neisser Loyola | szpada indywidualnie (m) | Alexis Bayard W 15-9 | Gergely Siklósi W 14-13 | Mohamed El-Sayed P 8-9 | NQ               | NQ               | 8.      | [ 25 ] |

### Taekwondo
| Zawodnik     | Konkurencja | 1/16 finału              | 1/8 finału         | Ćwierćfinały         | Repasaż          | Finał/BM                | Pozycja | Źródło |
| Zawodnik     | Konkurencja | Przeciwnik Wynik         | Przeciwnik Wynik   | Przeciwnik Wynik     | Przeciwnik Wynik | Przeciwnik Wynik        | Pozycja | Źródło |
| ------------ | ----------- | ------------------------ | ------------------ | -------------------- | ---------------- | ----------------------- | ------- | ------ |
| Sarah Chaâri | - 67 kg (k) | Madelyn Rodríguezl W 2-0 | Aya Shehatal W 1-0 | Viviana Márton P 0-1 | —                | Ozoda Sobirjonova W 1-2 | brąz    |        |

### Tenis stołowy
| Zawodnik        | Konkurencja        | Eliminacje              | 1/32 finału      | 1/16 finału      | 1/8 finału       | Ćwierćfinały     | Półfinały        | Finał            | Finał   | Źródło |
| Zawodnik        | Konkurencja        | Przeciwnik Wynik        | Przeciwnik Wynik | Przeciwnik Wynik | Przeciwnik Wynik | Przeciwnik Wynik | Przeciwnik Wynik | Przeciwnik Wynik | Pozycja | Źródło |
| --------------- | ------------------ | ----------------------- | ---------------- | ---------------- | ---------------- | ---------------- | ---------------- | ---------------- | ------- | ------ |
| Martin Allegro  | gra pojedyńcza (m) | Tomokazu Harimoto P 0-4 | NQ               | NQ               | NQ               | NQ               | NQ               | NQ               | =33.    |        |
| Cedric Nuytinck | gra pojedyńcza (m) | Truls Möregårdh P 0-4   | NQ               | NQ               | NQ               | NQ               | NQ               | NQ               | =33.    |        |

### Tenis ziemny
| Zawodnik                   | Konkurencja      | Eliminacje                              | 1/32 finału                        | 1/16 finału                                       | Ćwierćfinały     | Półfinały        | Finał/Mecz o 3. miejsce | Pozycja | Źródło |
| Zawodnik                   | Konkurencja      | Przeciwnik Wynik                        | Przeciwnik Wynik                   | Przeciwnik Wynik                                  | Przeciwnik Wynik | Przeciwnik Wynik | Przeciwnik Wynik        | Pozycja | Źródło |
| -------------------------- | ---------------- | --------------------------------------- | ---------------------------------- | ------------------------------------------------- | ---------------- | ---------------- | ----------------------- | ------- | ------ |
| Zizou Bergs                | singel (m)       | Stefanos Tsitsipas P 6-7(6-8), 6-1, 1-6 | NQ                                 | NQ                                                | NQ               | NQ               | NQ                      |         |        |
| Sander Gillé Joran Vliegen | gra podwójna (m) | —                                       | Arthur Fils Ugo Humbert W 7-5, 6-4 | Daniel Evans Andy Murray P 3-7, 7-6(10-8), [9-11] | NQ               | NQ               | NQ                      |         |        |

### Triathlon

#### Indywidualnie
| Zawodnik         | Konkurencja | Pływanie | Zmiana 1 | Jazda na rowerze | Zmiana 2 | Bieg  | Czas    | Pozycja | Źródło |
| ---------------- | ----------- | -------- | -------- | ---------------- | -------- | ----- | ------- | ------- | ------ |
| Claire Michel    | kobiety     | 26,05    | 0,56     | 59,16            | 0,28     | 35,37 | 2:02,22 | 38.     |        |
| Jolien Vermeylen | kobiety     | 22,42    | 0,54     | 59,16            | 0,29     | 36,23 | 1:59,44 | 24.     |        |
| Jelle Geens      | mężczyźni   | 23,13    | 0,53     | 54,16            | 0,26     | 31,47 | 1:50,35 | 42.     | [ 26 ] |
| Marten Van Riel  | mężczyźni   | 20,34    | 0,56     | 51,53            | 0,26     | 32,22 | 1:46,11 | 22.     | [ 26 ] |

#### Sztafeta mieszana
| Zawodnik         | Konkurencja       | Pływanie (300 m) | Zmiana 1 | Jazda na rowerze (7 km) | Zmiana 2 | Bieg (2 km) | Czas | Łącznie | Pozycja | Źródło |
| ---------------- | ----------------- | ---------------- | -------- | ----------------------- | -------- | ----------- | ---- | ------- | ------- | ------ |
| Marten Van Riel  | sztafeta mieszana | DNS              | DNS      | DNS                     | DNS      | DNS         | DNS  | DNS     | DNS     |        |
| Jolien Vermeylen | sztafeta mieszana | DNS              | DNS      | DNS                     | DNS      | DNS         | DNS  | DNS     | DNS     |        |
| Jelle Geens      | sztafeta mieszana | DNS              | DNS      | DNS                     | DNS      | DNS         | DNS  | DNS     | DNS     |        |
| Claire Michel    | sztafeta mieszana | DNS              | DNS      | DNS                     | DNS      | DNS         | DNS  | DNS     | DNS     |        |

### Wioślarstwo
| Zawodnik                       | Konkurencja                      | Eliminacje | Eliminacje | Repasaże | Repasaże | Półfinał | Półfinał | Finał   | Finał   | Źródło |
| Zawodnik                       | Konkurencja                      | Wynik      | Pozycja    | Wynik    | Pozycja  | Wynik    | Pozycja  | Wynik   | Pozycja | Źródło |
| ------------------------------ | -------------------------------- | ---------- | ---------- | -------- | -------- | -------- | -------- | ------- | ------- | ------ |
| Tim Brys                       | jedynka (m)                      | 6:52,35    | 3 QF       | BYE      | BYE      | 6:46,26  | 2 SA/B   | 6:48,44 | 4.      |        |
| Niels Van Zandweghe Tibo Vyvey | dwójka podwójna wagi lekkiej (m) | 6:42,99    | 3 R        | 6:45,07  | 1 SA/B   | 6:30,49  | 5 FB     | 6:20,28 | 9.      |        |

### Wspinaczka sportowa
Wspinaczka łączna
| Zawodnik          | Konkurencja           | Eliminacje | Eliminacje | Eliminacje  | Eliminacje  | Eliminacje | Eliminacje | Finał      | Finał      | Finał       | Finał       | Finał | Finał   | Źródło |
| Zawodnik          | Konkurencja           | Bouldering | Bouldering | Prowadzenie | Prowadzenie | Razem      | Pozycja    | Bouldering | Bouldering | Prowadzenie | Prowadzenie | Razem | Pozycja | Źródło |
| Zawodnik          | Konkurencja           | Wynik      | Pozycja    | Wynik       | Pozycja     | Razem      | Pozycja    | Wynik      | Pozycja    | Wynik       | Pozycja     | Razem | Pozycja | Źródło |
| ----------------- | --------------------- | ---------- | ---------- | ----------- | ----------- | ---------- | ---------- | ---------- | ---------- | ----------- | ----------- | ----- | ------- | ------ |
| Hannes Van Duysen | wspinaczka łączna (m) | 34,3       | 7          | 12,0        | 17          | 46,3       | 14.        | NQ         | NQ         | NQ          | NQ          | NQ    | NQ      |        |

### Żeglarstwo
Konkurencje z wyścigiem medalowym
| Zawodnik                           | Konkurencja | Wyścig | Wyścig | Wyścig | Wyścig | Wyścig | Wyścig | Wyścig | Wyścig | Wyścig | Wyścig | Wyścig | Wyścig | Wyścig    | Punkty | Finałowa pozycja | Źródło |
| Zawodnik                           | Konkurencja | 1      | 2      | 3      | 4      | 5      | 6      | 7      | 8      | 9      | 10     | 11     | 12     | Meda lowy | Punkty | Finałowa pozycja | Źródło |
| ---------------------------------- | ----------- | ------ | ------ | ------ | ------ | ------ | ------ | ------ | ------ | ------ | ------ | ------ | ------ | --------- | ------ | ---------------- | ------ |
| William de Smet                    | ILCA 7 (m)  | 20     | 7      | 34     | 4      | 13     | 35     | 44     | 18     | C      | C      | —      | —      | EL        | 131    | 22.              |        |
| Yannick Lefèbvre Jan Heuninck      | 49er (m)    | 20     | 19     | 5      | 15     | 15     | 7      | 14     | 17     | 19     | 4      | 3      | 9      | EL        | 127    | 16.              |        |
| Emma Plasschaert                   | ILCA 6 (k)  | 25     | 10     | 11     | 6      | 9      | 16     | 8      | 7      | 15     | C      | —      | —      | 16        | 99     | 7.               |        |
| Isaura Maenhaut Anouk Geurts       | 49er (k)    | 17     | 18     | 11     | 5      | 7      | 4      | 4      | 18     | 6      | 7      | 20     | 19     | EL        | 115    | 14.              |        |
| Lucas Claeyssens Eline Verstraelen | Nacra 17    | 15     | 15     | 16     | 18     | 19     | 18     | 20     | 16     | 18     | 15     | 19     | 17     | EL        | 186    | 19.              |        |